# Ljubav je
A Ljubav je (magyarul: A szerelem ...) a bosnyák Dalal, Deen és Jala, valamint a horvát Ana Rucner közös dala, mellyel Bosznia-Hercegovinát képviselték a 2016-os Eurovíziós Dalfesztiválon, Stockholmban. A dal belső kiválasztás során nyerte el az eurovíziós indulás jogát, és 2016. február 19-én mutatták be nyilvánosan.

## Eurovíziós Dalfesztivál
A dalt az Eurovíziós Dalfesztiválon a május 10-i első elődöntőben adták elő, fellépési sorrendben tizenhetedikként az Izlandot képviselő Greta Salóme Hear Them Calling című dala után, és a Máltát képviselő Ira Losco Walk on Water című dala előtt. Az elődöntőben a tizenegyedik helyen végeztek, így nem jutottak tovább a május 14-i döntőbe.
Ez a dal volt az utolsó, mely Bosznia-Hercegovinát képviselte a versenyen, mivel az indulásért felelős BHRT pénzügyi okokra hivatkozva nem tudott többé előadót nevezni az Eurovíziós Dalfesztiválra.